# Chien nu du Pérou
Le chien du Pérou,nommé dans son pays d'origine "viringo", est une race de chien originaire du Pérou. Il en existe 2 variétés : le chien nu et le chien à fourrure.
Le chien nu est, comme son nom l'indique, sans poils. Il peut y avoir quelques vestiges de poils sur la queue, les extrémités des membres et sur la tête, mais certains sont entièrement nus. Dans tous les cas ces poils doivent être rares et courts.
Le chien à fourrure est quant à lui entièrement recouvert de poils, un poil doux comme de la soie, court et plaqué sur le corps. 
On distingue 3 tailles de chien : grand, moyen et petit.
Ils sont parfois conseillés par les péruviens pour traiter les crises d'asthme, de rhumatisme. En effet, comme les poils sont totalement absents, leur chaleur corporelle entre directement en contact avec le patient sur lequel ils sont allongés. Ils étaient autrefois chez les Incas des chiens sacrés, considérés comme guérisseurs et dans certaines tribus ils étaient considérés comme des dieux.
Des huacos, céramiques de culture Moche, attestent de la présence ancestrale de ce chien au Pérou tant la variété nue qu'à fourrure.

## Historique

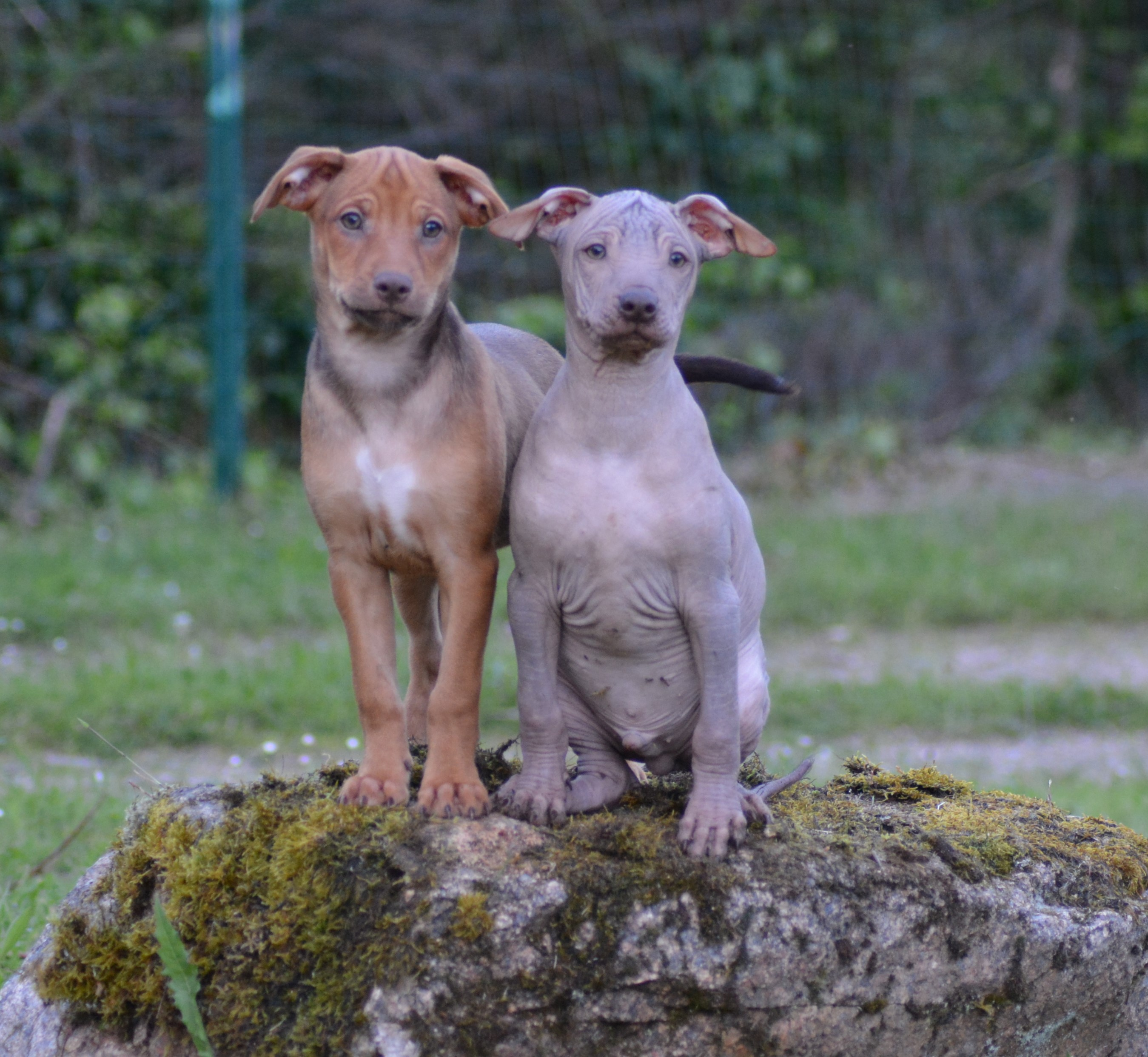

Plusieurs hypothèses expliquant la présence de ce chien nu au Pérou ont été proposées. La race a pu être introduite durant l'immigration chinoise survenue après la promulgation de la loi qui abolissait l'esclavage des noirs par le président Ramón Castilla au XIXe siècle. Une seconde hypothèse serait que la race aurait été apportées par les nomades africains qui arrivèrent en Amérique accompagnés de chiens nus. La troisième hypothèse relie l'existence du chien nu à la migration des hommes de l'Asie vers l'Amérique par le détroit de Béring. 
Il existe cependant des preuves archéologiques de la présence d'un chien ressemblant au chien nu du Pérou sur les céramiques des civilisations pré-incas (Vicús, Moche, Chancay) entre le IVe siècle av. J.-C. et le XVIe siècle. La représentation du chien nu a remplacé celle du puma, du serpent ou du faucon, notamment dans la culture Chancay. 
les récentes decouvertes archeologiques ont pu poser avec certitude la présence du chien à fourrure au côté des chiens nus. 

## Standard
Le chien nu du Pérou est un chien élégant et svelte.
Le rapport du corps est de 1:1, ce qui signifie que le corps de profil (hors tête) entre dans un carré. 
Le chien nu doit avoir la peau nue, avec une tolérance pour quelques vestiges de poils sur la queue, les extrémités des pattes et le haut du crâne. le poil ne doit en aucun cas être long. Toutes les couleurs sont admises sauf l'albinisme et un pourcentage de taches supérieur à 20 % de la robe totale du chien. 
La variété velue doit avoir un poil court et fin, doux comme de la soie. Toutes les couleurs de robes sont admises sauf la couleur merle.
Trois tailles différentes sont admises par le standard : 
- petite (25 à 40 cm pour 4 à 8 kg) ;
- moyen (41 à 50 cm pour 8 à 12 kg) ;
- grand (51 à 65 cm pour 12 à 30 kg.

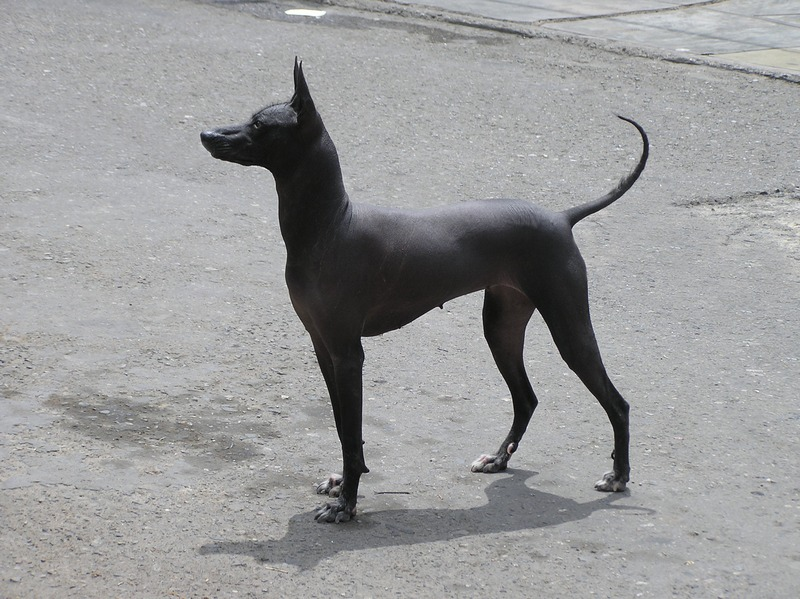
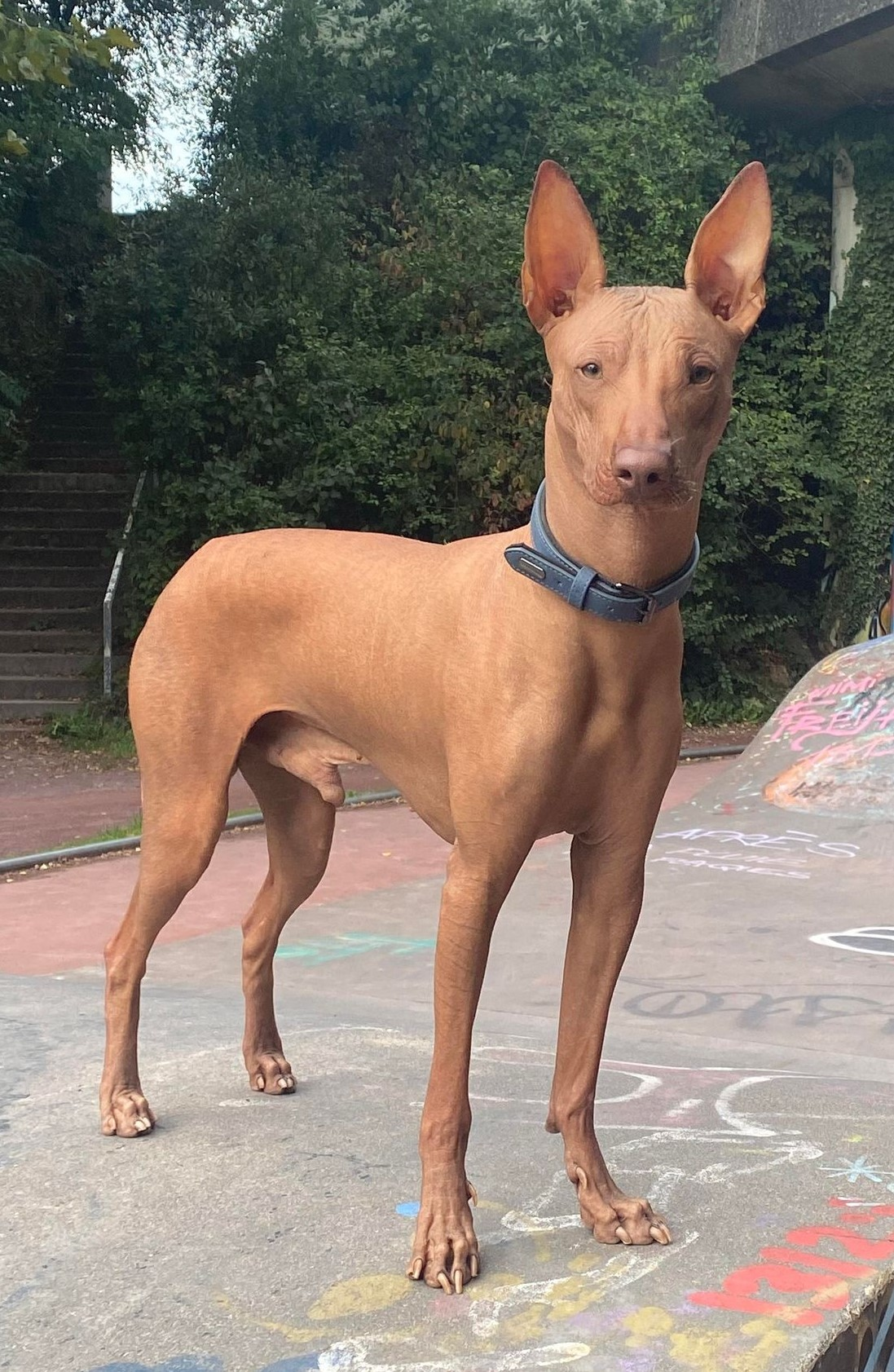
Chien du pérou variete nue couleur cuivre.
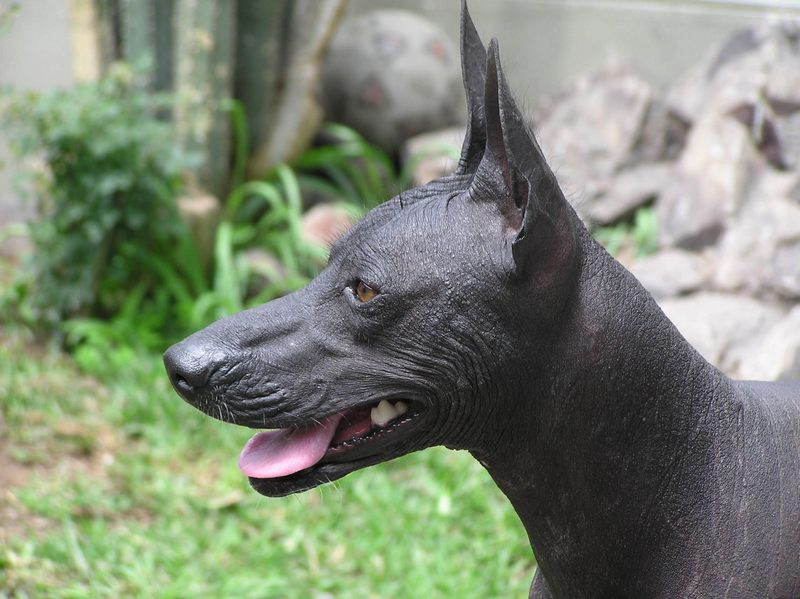
Portrait d'un chien nu du Pérou.
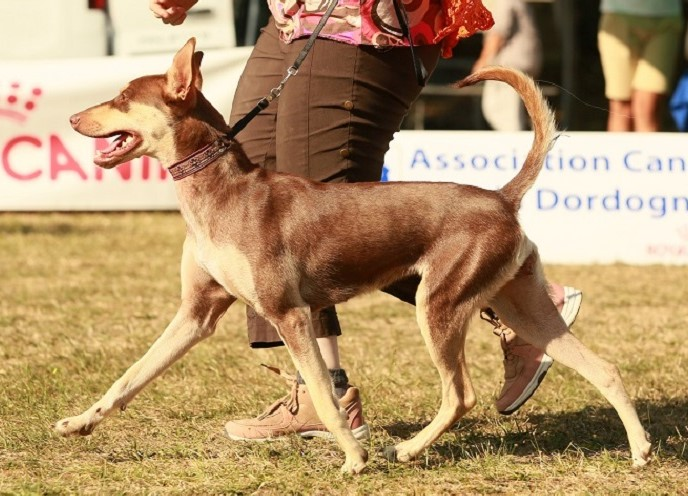
Chien du pérou variété à fourrure.
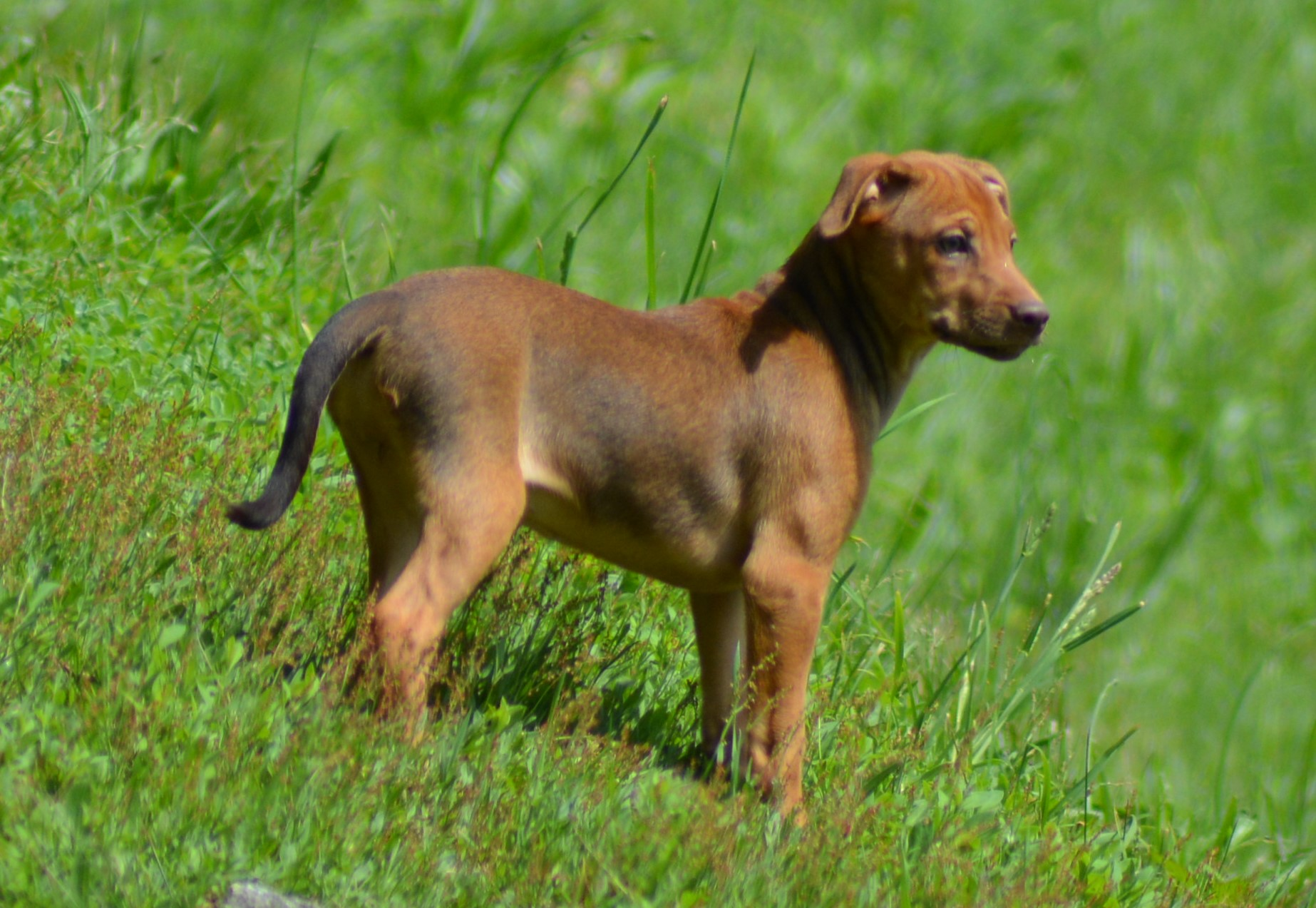

## Caractère
Le standard de la race décrit le chien nu du Pérou comme ayant un caractère noble et affectueux avec ses proches ; il est réservé envers les étrangers, vif, éveillé et bon gardien.

## Soins

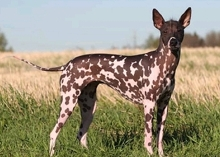
En photo, un chien nu du Pérou à la peau présumablement saine.

Pour une belle peau douce et saine, le péruvien a besoin d'un bonne alimentation. La peau s'assèche, elle a besoin d'être hydratée minimum 1 fois par semaine. produits naturels à privilégier. produits à base d'huile de coco, beurre de karité, huile de chanvre, lait de chèvre, lait d'ânesse, cire d'abeille, miel de manuka.
Un bain lorsque c'est nécessaire, savon d'alep, savon de marseille, savon au lait de chèvre, savon au lait d'ânesse.
Gommage de temps à autre pour éliminer les peaux mortes, lors du bain laver le chien et légèrement le frotter avec un gant de kessa.